# Wandiligong
Wandiligong in Victoria, Australien ist eine kleine historische Stadt, die 6 km südlich von Bright liegt. Sie liegt in einem Gebiet eines früheren Goldfeldes.

## Geschichte
Wandiligong war eine Stadt, die während des Goldrausches um 1850 ihre Blütezeit erlebte. Die Stadt hatte damals etwa 2000 Bewohner. Heute ist die Stadt mit ihren historischen Gebäuden ein denkmalgeschütztes Ensemble in Australien, das aus der Manchester Unity public hall, die 1874 gebaut wurden, einem allgemeinen Kolonialladen, Kirchen und kleinen Farmgebäuden besteht.
Die Stadt selbst ist von Bergen und Wäldern umgeben und der Fluss Morses Creek fließt durch den Ort. Aus dem Ort führen Wanderwege in die Umgebung oder nach Bright. Die Geschichte der Goldgewinnung in Wandiligong kann im „The Diggings“ an der Centenary Avenue erkundet werden.
In der Gegend fand der Buckland Riot, ein gewaltsamer Aufruhr zwischen europäischen und chinesischen Goldsuchern im Jahr 1857 statt.

## Heute
Im heutigen Wandiligong leben rund 450 Personen (Stand 2016) auf Obstplantagen und auf Farmen. Im Ort haben sich einige Künstler niedergelassen. 1972 hat die Bevölkerung von Wandiligong die Manchester Unity Hall und einen öffentlichen Park übernommen und instand gesetzt.
In der Nähe des Ortes gibt es eines der größten Labyrinthe aus gepflanzten Hecken in Australien mit zwei Kilometer Länge. Im Mai jeden Jahres für ein Nuss-Festival statt.